# Jack Jones (zanger)
John Allan Jones (Los Angeles, 14 januari 1938 – Rancho Mirage (Californië), 23 oktober 2024) was een Amerikaanse pop- en jazzzanger en acteur.

## Biografie
Jones groeide op als enige kind van de acteur en zanger Allan Jones en de actrice Irene Hervey in Los Angeles. Daar bezocht hij de University High School en daarnaast kreeg hij van zijn vader toneel- en zangonderricht. Na de schoolafsluiting accepteerde hij eerst gelegenheidsbaantjes, werkte hij als pompbediende en begon hij vanuit Los Angeles als zanger op te treden in kleinere clubs. In 1957 tekende hij een contract met het in Los Angeles gevestigde Capitol Records, waar hij tot 1959 zes mislukte singles en een lp opnam.
In 1960 wisselde Jones naar het New Yorkse Kapp Records, waar onder meer Brian Hyland onder contract stond. Als eerste single bracht Kapp Records It's a Lonesome Town / Lot of Livin' to Do uit, dat echter ook geen succes had. Aangezien Jones vervolgens zijn militaire dienstplicht moest vervullen, verscheen pas een jaar later zijn volgende single. Zijn eerste succesvolle nummer Lollipops and Roses kwam in november 1961 op de markt. Het liedje bereikte de Billboard Hot 100 (nr. 60) en werd onderscheiden met een Grammy Award. Zijn grootste succes had Jones eind 1963 met het door Burt Bacharach gecomponeerde nummer Wives and Lovers, dat gedurende 14 weken eveneens in de Billboard Hot 100 stond (nr. 14). Ook dit nummer leverde een Grammy Award op. Tot 1969 bracht Kapp Records met Jones 36 singles en meer dan tien lp's uit, waarvan 18 singles de Hot 100 haalden.
Al in 1967 werd Jones gecontracteerd door RCA Victor. Daar nam hij tot 1975 platen op. De nummers If You Ever Leave Me (nr. 5) en Live for Life (nr. 9) uit 1968 wisten de AC-hitlijst te bereiken. Met zijn concerten trad Jones vooral succesvol op in Las Vegas tot in de jaren 1990. Naast zijn zangcarrière had hij ook talrijke verbintenissen als musicalvertolker en acteur. Behalve in zijn toneelrollen was Jones ook te zien in talrijke tv-producties. In 1989 werd hij net als zijn vader geëerd met een ster op de Hollywood Walk of Fame.
Jones overleed op 23 oktober 2024. Hij werd 86 jaar oud.

## Discografie

### Singles
Capitol Records
- 1957:	Good Luck Good Buddy / Baby Come Home
- 1957:	For Crying Out Loud / Born to Be Lucky
- 1958:	A Very Precious Love / What's the Use
- 1958:	Come On Baby Let's Go / You Laugh
- 1958:	Laffin' at Me / Deeply Devoded
- 1959:	Make Room for the Joy / When I Love I'll Love Forever

Kapp Records
- 1960:	It's a Lonesome Town / Lot of Livin' to Do
- 1961:	Big Time / She's My Darling, She's My Heart
- 1961:	Donkie Serenade / When a Man Cries
- 1961:	Lollipops and Roses / This Was My Love
- 1962:	Gift of Love / Pick Up the Pieces
- 1962:	Poetry / Dreamin' All the Time
- 1962:	I've Got My Pride / That's Her Little Way
- 1963:	Lonely Bull / La Paloma
- 1963:	Call Me Irresponsible / Follow Me
- 1963:	Love Is a Ticklish Affair / That's Way I'll Come
- 1963:	Wives and Lovers / Toys in the Attic
- 1964:	The Mood I'm In / Love With the Proper Stranger
- 1964:	The First Night of the Full Moon / Far Away
- 1964:	Where Love Has Gone / The Lorelei
- 1964:	Lullaby for Christmaseve / Village of St. Bernadette
- 1964:	Dear Heart / Emily
- 1965:	The Race Is On / I Can't Believe I'm Losing You
- 1965:	Seein' the Right Love Go Wrong / Travellin' On
- 1965:	Just Yesterday / The True Picture
- 1965:	Love Bug / And I Love Her
- 1966:	Weekend / Wildflower
- 1966:	The Impossible Dream / Strangers In The Night
- 1966:	The Shining Sea / A Day in the Life of a Fool
- 1966:	Lady / Afraid to Love
- 1967:	I'm Indestructible / Afterthoughts
- 1967:	More and More / Now I Know
- 1967:	Our Song / Michelle
- 1967:	Open for Business as Usual / The Mood I'm In
- 1967:	Don't Give Your Love Away / Oh How Much I Love You
- 1968:	Brother, Where Are You / Gypsies, Jugglers and Clowns
- 1968:	People / Don't Rain on My Parade
- 1968:	Far Away / Meditation
- 1969	My Romance / They Didn't Believe Me
- 1969:	Mathilda / Far Away
- 1969:	It Only Takes a Moment / Once Upon a Time

RCA Victor
- 1967:	Live for Life / That Tiny World
- 1967:	If You Ever Leave Me / Pretty
- 1968:	Without Her / Follow Me
- 1968:	I Really Want You to Know / This World Is Yours
- 1968:	On My Word / The Way That I Live
- 1968:	L. A. Break Down / Love Story
- 1970:	Sweet Changes / I Wish We'd All Been Ready
- 1970:	I Didn't Count on Love / Does She Ever Think of Me
- 1974:	She Doesn't Live Here Anymore / Write Me a Love Song Charlie
- 1975:	What I Did for Love / Don’t Mention Love

### Albums
- 1959:	This Love of Mine (Capitol Records)
- 1963:	Wives and Lovers
- 1964:	Dear Heart
- 1964: Call Me Irresponsible
- 1964: Bewitched
- 1964: Where Love Has Gone
- 1965:	My Kind of Town
- 1965: There's Love & There's Love & There's Love
- 1966:	For the "In" Crowd
- 1966: The Impossible Dream
- 1967:	Jack Jones Sings
- 1967: Lady
- 1967: Our Song
- 1968:	Without Her
- 1968: What the World Needs Now Is Love!
- 1968: If You Ever Leave Me
- 1968: Where Is Love?
- 1969: A Time for Us
- 1974:	With One More Look at You (RCA Records)
- 1990:	Greatest Hits
- 1995:	Greatest Hits (MCA Records)
- 1999:	Best of Jack Jones (Half Moon)
- 2005:	Curtain Time (Universal Records)
- 2007:	Impossible Dream (Choice Music)
- 2010:	Romantic Voice of Jack Jones (Pickwick)